# Evelyn Jane Sharp

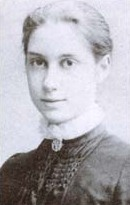
Evelyn Sharp, o. D.

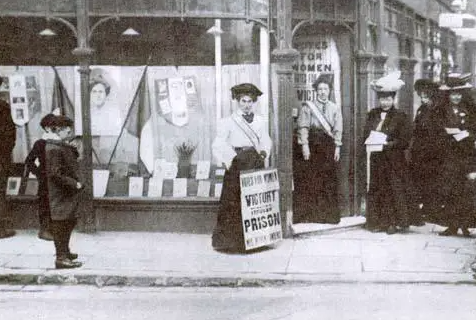
Evelyn Sharp beim Verkauf von Votes for Women, 1909

Evelyn Jane Sharp, verheiratete Nevinson (* 4. August 1869 in London; † 17. Juni 1955 ebenda) war eine englisch-britische Autorin, Journalistin, Suffragistin und Pazifistin. Sie war eine Schlüsselfigur in zwei großen britischen Frauenwahlrechtsorganisationen, zuerst in der Women’s Social and Political Union und ab 1914 als Mitgründerin bei den United Suffragists. Sie wurde zweimal verhaftet und war eine Steuerverweigerin. Während des Ersten Weltkriegs war sie Herausgeberin von Votes for Women. Als Autorin war sie insbesondere für ihre Kinderbücher bekannt.

## Leben
Evelyn Sharp wurde als neuntes von elf Kindern Jane (geborene Bloyd) (1829?–1915) und John James Sharp (ca. 1827–1903), einem Schieferhändler, geboren. Ihr älterer Bruder war der Volksliedsammler Cecil James Sharp. Als jüngstes der vier Mädchen wurde sie bis zu ihrem zwölften Lebensjahr von ihren Schwestern unterrichtet und besuchte dann drei Jahre lang eine Schule in London; ab 1890 studierte sie am Collège de France in Paris. Die Familie lehnte ihren Wunsch nach einer Universitätsausbildung ebenso ab wie das Ergreifen eines eigenen Berufs. Im Jahr 1894 ging sie trotzdem nach London, unterrichtete als Privatlehrerin und schrieb nachts in ihrem Wohnheim Geschichten.
Ihre Kindergeschichten, beginnend mit The Youngest Girl in the School (1901) handeln oft von einer glücklichen Zeit als Internatsschülerin. Sie schrieb mehrere Romane darunter All the Way to Fairyland (1898) und The Other Side of the Sun (1900).
Im Jahr 1903 fand Sharp mit Hilfe ihres Freundes und Liebhabers Henry Nevinson Arbeit als Autorin von Artikeln für den Daily Chronicle, die Pall Mall Gazette und den Manchester Guardian, eine Zeitung, in der sie mehr als dreißig Jahre lang ihre Werke veröffentlichte. Sharp hebt die Bedeutung von Nevinson und der Men’s League for Women’s Suffrage hervor: „Man kann die Opfer, die sie [Henry Nevinson und Laurence Housman] und H. N. Brailsford, F. W. Pethick Lawrence, Harold Laski, Israel Zangwill, Gerald Gould, George Lansbury und viele andere gebracht haben, um unsere Bewegung von der Andeutung eines Geschlechterkriegs freizuhalten, gar nicht hoch genug einschätzen.“
Durch ihre journalistische Tätigkeit wurde Sharp für die Probleme der Frauen aus der Arbeiterklasse sensibilisiert, und sie trat dem Women’s Industrial Council und der National Union of Women’s Suffrage Societies (NUWSS) bei. Im Herbst 1906 wurde Sharp vom Manchester Guardian entsandt, um über die erste Rede der Schauspielerin und Schriftstellerin Elizabeth Robins zu berichten. Sharp war von Robins’ Argumenten für kämpferische Aktionen so bewegt, dass sie der Women’s Social and Political Union (WSPU) beitrat.

„The impression she made was profound, even on an audience predisposed to be hostile; and on me it was disastrous. From that moment I was not to know again for 12 years, if indeed ever again, what it meant to cease from mental strife; and I soon came to see with a horrible clarity why I had always hitherto shunned causes.“

„Der Eindruck, den sie hinterließ, war tiefgreifend, selbst bei einem Publikum, das eher feindselig eingestellt war, und für mich war er verhängnisvoll. Von diesem Augenblick an sollte ich 12 Jahre lang, wenn überhaupt, nicht mehr wissen, was es bedeutete, mit dem geistigen Kampf aufzuhören; und ich erkannte bald mit einer schrecklichen Klarheit, warum ich bisher immer die Ursachen gemieden hatte.“

Sharps Mutter Jane, die besorgt darüber war, dass ihre Tochter der WSPU beigetreten war, nahm ihr das Versprechen ab, nichts zu tun, was ihre Inhaftierung zur Folge haben könnte. Sharp nahm an Protesten teil; sie schrieb zum Beispiel in Votes for Women über Elsie Howey, die am 17. April 1909 als Jeanne d’Arc gekleidet auf einem weißen Pferd eine Prozession von Hunderten von Suffragetten zu einer Versammlung im Aldwych Theatre anführte (passenderweise am Tag vor der Seligsprechung von Jeanne d’Arc), sie sei eine Repräsentantin „eines Kampfes gegen Vorurteile, der ebenso alt wie modern ist“. Sie freundete sich mit der Suffragette Helen Millar Craggs und anderen an. Aber Sharp hielt ihr Versprechen fünf Jahre lang, bis ihre Mutter sie im November 1911 von diesem Versprechen entband:

„Although I hope you will never go to prison, still, I feel I cannot any longer be so prejudiced, and must leave it to your better judgment. I have really been very unhappy about it and feel I have no right to thwart you, much as I should regret feeling that you were undergoing those terrible hardships. It has caused you as much pain as it has me, and I feel I can no longer think of my own feelings. I cannot write more, but you will be happy now, won't you.“

„Obwohl ich hoffe, dass Du nie ins Gefängnis kommst, fühle ich, dass ich nicht länger so voreingenommen sein kann, und muss es Deinem besseren Urteil überlassen. Ich war wirklich sehr unglücklich darüber und fühle, dass ich kein Recht habe, Dich zu behindern, so sehr ich auch bedauern würde, wenn Du diese schrecklichen Strapazen auf sich nehmen müsstest. Es hat Dir ebenso viel Schmerz bereitet wie mir, und ich fühle, dass ich nicht mehr nur an meine eigenen Gefühle denken kann. Mehr kann ich nicht schreiben, aber Du wirst jetzt glücklich sein, nicht wahr?“

Sharp beteiligte sich sofort an der militanten Kampagne und wurde noch im selben Monat für vierzehn Tage inhaftiert:

„My opportunity came with a militant demonstration in Parliament Square on the evening of November 11, provoked by a more than usually cynical postponement of the Women's Bill, which was implied in a Government forecast of manhood suffrage. I was one of the many selected to carry out our new policy of breaking Government office windows, which marked a departure from the attitude of passive resistance that for five years had permitted all the violence to be used against us.“

„Meine Chance bot sich bei einer militanten Demonstration auf dem Parlamentsplatz am Abend des 11. November, ausgelöst durch eine mehr als gewöhnlich zynische Verschiebung des Frauenwahlrechtsgesetzes, die in einer Regierungsprognose für das Männerwahlrecht impliziert war. Ich war eine von vielen, die ausgewählt wurden, um unsere neue Politik des Einschlagens von Fenstern der Regierungsbüros durchzuführen, was eine Abkehr von der Haltung des passiven Widerstands bedeutete, der fünf Jahre lang alle Gewalt gegen uns zugelassen hatte.“

Sharp fungierte im März 1912 auch als Mittelsfrau für die WSPU-Führerinnen und nahm einen Scheck über 7.000 Pfund entgegen, der von Christabel Pankhurst autorisiert wurde, um Gelder auf das persönliche Konto von Hertha Marks Ayrton zu überweisen, um eine Beschlagnahmung während der Razzia von Scotland Yard in den WSPU-Büros am Clement’s Inn zu vermeiden.
Sharp war ein aktives Mitglied der Women Writers’ Suffrage League (WWSL). Als Reaktion auf die Taktik der Regierung, Gefangene, die in den Hungerstreik getreten waren, so lange in Haft zu halten, bis sie zu schwach waren, um aktiv zu werden, freizulassen und dann wieder einzusperren, wurde Sharp im August 1913 ausgewählt, die WWSL in einer Delegation zu vertreten, die mit dem Innenminister Reginald McKenna zusammentreffen sollte, um über das zugrunde liegende sogenannte Cat-and-Mouse-Gesetz (Prisoners (Temporary Discharge for Ill Health) Act 1913) zu diskutieren. McKenna war nicht bereit, mit ihnen zu sprechen, und als die Frauen sich weigerten, das Unterhaus zu verlassen, wurden Mary Macarthur und Margaret McMillan physisch hinausgeworfen, und Sharp und Emmeline Pethick-Lawrence wurden verhaftet und ins Holloway Prison verbracht.
Zusammen mit Nevinson, Emmeline und Pethick-Lawrence, Agnes Harben und Henry Devenish Harben, George Lansbury, Louisa Garrett Anderson, Evelina Haverfield und Lena Ashwell gehörte Sharp zu den Gründungsmitgliedern der United Suffragists, die sich am 14. Februar 1914 für Männer und Frauen öffneten und Mitglieder der NUWSS und der WSPU anzogen, die möglicherweise von den Taktiken dieser Gruppen enttäuscht waren.
Im Gegensatz zu den meisten Mitgliedern der Frauenwahlrechtsbewegung (eine bemerkenswerte Ausnahme war Sylvia Pankhurst, die ebenfalls die nationalistische Linie ablehnte), war Sharp nicht bereit, die Kampagne für das Wahlrecht während des Ersten Weltkriegs zu unterbrechen. Als sie sich zusätzlich weigerte, Einkommenssteuer zu zahlen, wurde sie verhaftet und ihr gesamter Besitz beschlagnahmt, einschließlich ihrer Schreibmaschine. Als Pazifistin war Sharp während des Krieges auch in der Women’s International League for Peace and Freedom aktiv. Später hielt sie fest:

„Personally, holding as I do the enfranchisement of women involved greater issues than could be involved in any war, even supposing that the objects of the Great War were those alleged, I cannot help regretting that any justification was given for the popular error which still sometimes ascribes the victory of the suffrage cause, in 1918, to women's war service. This assumption is true only in so far as gratitude to women offered an excuse to the anti-suffragists in the Cabinet and elsewhere to climb down with some dignity from a position that had become untenable before the war. I sometimes think that the art of politics consists in the provision of ladders to enable politicians to climb down from untenable positions.“

„Ich persönlich bin der Meinung, dass das Frauenwahlrecht größere Probleme mit sich bringt als jeder Krieg, und selbst wenn man davon ausgeht, dass die Ziele des Ersten Weltkriegs die behaupteten waren, kann ich nicht umhin, zu bedauern, dass der weit verbreitete Irrtum gerechtfertigt wurde, der den Sieg des Frauenwahlrechts im Jahr 1918 manchmal immer noch auf den Kriegsdienst der Frauen zurückführt. Diese Annahme ist nur insofern richtig, als die Dankbarkeit gegenüber den Frauen den Frauengegnern im Kabinett und anderswo einen Vorwand bot, um mit einiger Würde von einer Position herunterzusteigen, die vor dem Krieg unhaltbar geworden war. Ich denke manchmal, dass die Kunst der Politik darin besteht, Leitern bereitzustellen, die es den Politikern ermöglichen, aus unhaltbaren Positionen herunterzuklettern.“

Während des Ersten Weltkriegs erschien die Zeitung Votes for Women weiterhin, allerdings mit einer stark reduzierten Auflage, und sie kämpfte darum, finanziell lebensfähig zu bleiben. Sharp richtete die Zeitung neu aus, um mehr Frauen aus der Mittelschicht anzusprechen, und gab ihr den Slogan „The War Paper for Women“. Obwohl sie persönlich gegen den Krieg war, sorgte sie dafür, dass die Zeitung eine neutrale Haltung einnahm. Nach Kriegsende erhielten Frauen durch den Representation of the People Act 1918 teilweise das Wahlrecht, und die United Suffragists, die die inzwischen Zeitung herausgaben, lösten sich auf und überreichten Sharp ein von den Mitgliedern unterzeichnetes Buch.
Nach dem Krieg arbeitete Sharp, die nun Mitglied der Labour Party war, als Journalistin für den Daily Herald und für die Quäker in Deutschland. Sie schrieb zwei Studien über das Leben der Arbeiterklasse, The London Child (1927), illustriert von Eve Garnett, und The Child Grows Up (1929).
Im Jahr 1933 starb Sharps Freundin Margaret Nevinson. Bald darauf, im Alter von 63 Jahren, heiratete sie Margarets Ehemann Henry Nevinson, der zu diesem Zeitpunkt 77 Jahre alt war. Ihre Liebesbeziehung hatte viele Jahre gedauert und Komplikationen in Freundschaft und Ehe überstanden.
Sharps Autobiografie, Unfinished Adventure, wurde 1933 veröffentlicht. Darin resümierte sie:

„Reforms can always wait a little longer, but freedom, directly you discover you haven't got it, will not wait another minute.“

„Reformen können immer ein wenig länger warten, aber Freiheiten, bei denen man sofort bemerkt, dass man sie nicht hat, können keine Minute warten.“

Sharp starb 1955 in einem Pflegeheim in Ealing. Ihr schriftlicher Nachlass, einschließlich Diaries of Evelyn Sharp, 1920–37, 1942–7 befinden sich in der Sammlung der Bodleian Library.